# Margareth Rago
Luzia Margareth Rago (São Paulo, 15 de setembro de 1948) é uma historiadora, professora, pesquisadora e ativista feminista brasileira. É professora da Universidade Estadual de Campinas (Unicamp), onde é livre docente desde 2000.
A autora é influenciada por autores como Michel Foucault, Gilles Deleuze, Jean-Françoit Lyotard e Jacques Derrida. Ela procura, a partir destes autores, estabelecer uma metodologia específica da por ela defendida "Ciência Feminista".

## Biografia

### Formação acadêmica
Filha de músicos de ascendência húngara e italiana, sendo o seu pai o violonista Antonio Rago, Rago formou-se no curso de História no ano de 1970 na Universidade de São Paulo (USP). Posteriormente, no ano de 1979, formou-se em Filosofia também pela USP.
Obteve seu mestrado em História no ano de 1984, pela Universidade Estadual de Campinas (UNICAMP), com trabalho intitulado Sem fé, sem lei, sem rei: liberalismo e experiência anarquista na República sendo orientada por Edgar Salvadori De Decca. No ano de 1990, recebeu seu doutoramento pela Unicamp e também orientado por De Decca, intitulado Os prazeres da noite: prostituição e códigos da sexualidade feminina em São Paulo (1890-1930).
Possui dois pós-doutorados, o primeiro em 1999 e o segundo em 2003, ambos sendo conquistados pela UNICAMP.

### Vida de docente
Entre 1982 e 1984 trabalhou como professora da Universidade Federal de Uberlândia (UFU). Tornou-se professora titular no departamento de História do Instituto de Filosofia e Ciências Humanas da Unicamp (IFCH) no ano de 1985.
Em 2000, atuou como diretora do Arquivo Edgard Leuenroth (AEL), instituto vinculado à UNICAMP. No mesmo ano, tornou-se livre docente da UNICAMP. No ano de 2003, realizou seminários na Universidade Paris VII, na França.
Entre os anos de 2010 e 2011, foi professora visitante na Universidade Columbia, prestigiada universidade estadunidense localizada na cidade de Nova Iorque.
Foi coordenadora e escreveu vários artigos na revista Labrys, sobre estudos feministas.

## Reconhecimento da obra
Já em 1986 seu trabalho Do Cabaré ao lar: a utopia da cidade disciplinar recebeu do crítico Sérgio Amad Costa, de O Estado de S.Paulo uma análise onde reporta a originalidade e abrangência da pesquisa, em que conclui: "trata-se de perquirição que merece ser lida". Já o periódico feminista Mulherio registrou que "a historiadora aponta para uma vasta empresa moralizadora, tendente a domesticar o operariado" e revela a "redefinição da família" com a construção de "um novo modelo de mulher".
O texto Trabalho feminino e sexualidade de Margareth Rago foi incluído em História das Mulheres no Brasil, organizado pela professora Mary Del Priore. O livro foi premiado com o Prêmio Jabuti em 1998 na categoria Ciências Humanas.
No ano 2000, Rago foi uma das personalidades participantes do encontro internacional "O corpo das mulheres" realizado pela Faculdade de Medicina da Universidade Federal de Minas Gerais (UFMG), em Belo Horizonte que reuniu "alguns dos maiores intelectuais do Brasil, Itália, França e Panamá para um debate inédito em torno da mulher", com "nomes de expressão internacional"; além dela própria estavam ali Michelle Perrot, Mary Del Priore, Gabrielle Houbre, entre outras intelectuais. Neste mesmo ano foi uma das palestrantes no encontro realizado no Rio de Janeiro que marcou o centenário do nascimento de Nietzsche junto a José Celso Martinez Corrêa, Fayga Ostrower e outros.
Em 2002 Rago, junto a Luiz B. Lacerda Orlandi e Alfredo Veiga Neto, organizou o Imagens de Foucault e Deleuze - ressonâncias nietzschianas, uma obra que reúne os textos produzidos no final do ano 2000 em colóquio realizado na Unicamp. No mesmo ano mediou no Rio de Janeiro o ciclo de debates A política da palavra com a participação de personalidades como Tom Zé, Carlos Heitor Cony, Ferreira Gullar e outros.
Em 2006, junto a Alfredo Veiga Neto, organizou a coletânea Figuras de Foucault sobre Michel Foucault, ano em que o pensador completaria oitenta anos.

## Participação em programas televisivos
Margareth Rago participou do programa Roda Viva sendo uma das entrevistadoras da bancada no programa de Gabriela Leite no ano de 2009.
No ano de 2016, participou do programa Café Filosófico da TV Cultura, que teve como tema Da insubmissão feminista na atualidade.

## Obras
Escreveu livros e artigos como Epistemologia Feminista, Gênero e História e Adeus ao Feminismo.
Dentre os livros da autora estão:
- Do Cabaré ao lar: a utopia da cidade disciplinar – Brasil, 1890-1930  (Paz e Terra, 1985);[34]
- Os Prazeres da Noite: prostituição e códigos da sexualidade feminina em São Paulo, 1890-1930 (Paz e Terra, 1991);[35]
- Narrar o passado, repensar a história (Em conjunto com Renato Aloizio de Oliveira Gimenes) (Editora da Unicamp, 2000);[36]
- Foucault, a história e o anarquismo (Achiamé, 2004);[37]
- A mulher brasileira nos espaços público e privado (Editora da Fundação Perseu Abramo, 2004);[38][39]
- Feminismo e anarquismo no Brasil: audácia de sonhar (Achiamé, 2007)[37]
- Subjetividades antigas e modernas (Em conjunto com Pedro Paulo Funari) (Annablume, 2008);[40]
- Para uma vida não-fascista (Em conjunto com Alfredo Veiga-Neto) (Autêntica Editora, 2009);[41]
- A aventura de contar-se: feminismos, escrita de si e invenções da subjetividade (Editora da Unicamp, 2013);[42]
- É inútil revoltar-se? (Organização) (Editora da Unicamp, 2017);[43]
- Do cabaré ao lar: A utopia da cidade disciplinar e a resistência anarquista (Paz e Terra, 2018);[44]
- Neoliberalismo, feminismos e contracondutas: perspectivas foucaultianas (Organização) (Editora Intermeios, 2019);[45]
- As Marcas da Pantera - percursos de uma historiadora (Editora Intermeios, 2021);[46]